# Picadero

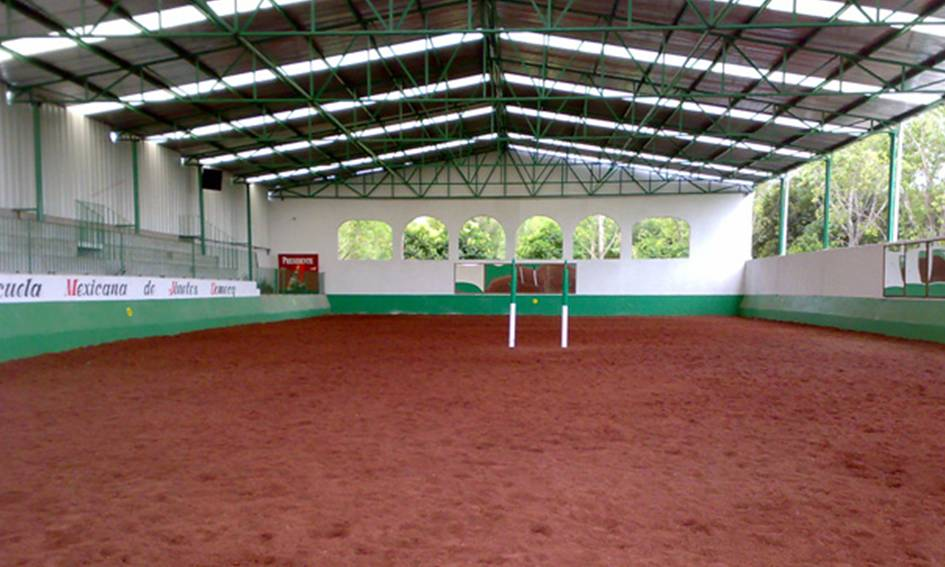
Picadero cubierto

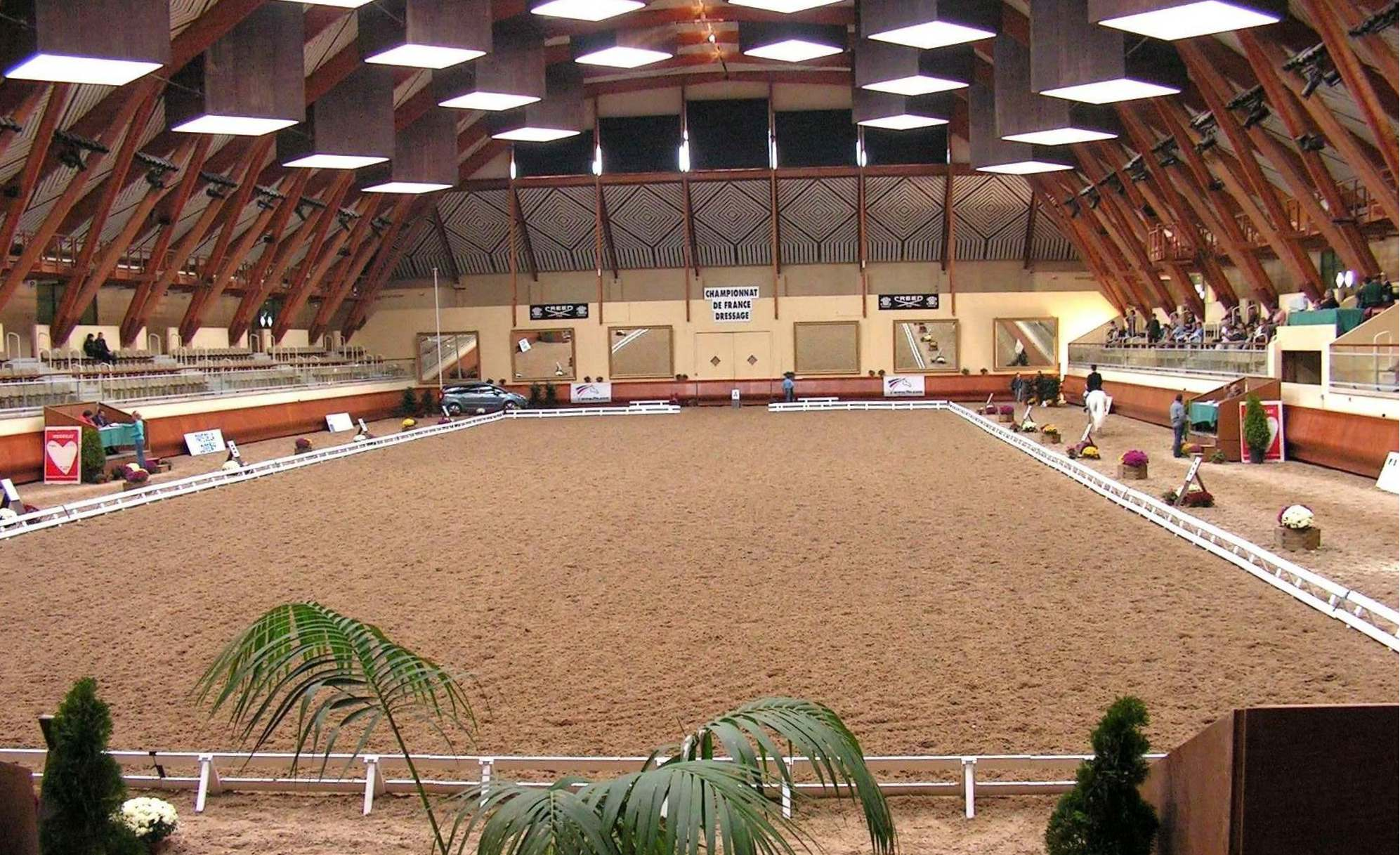
Gran picadero de la École Nationale d'Équitation (ENE) en Saumur (Francia).

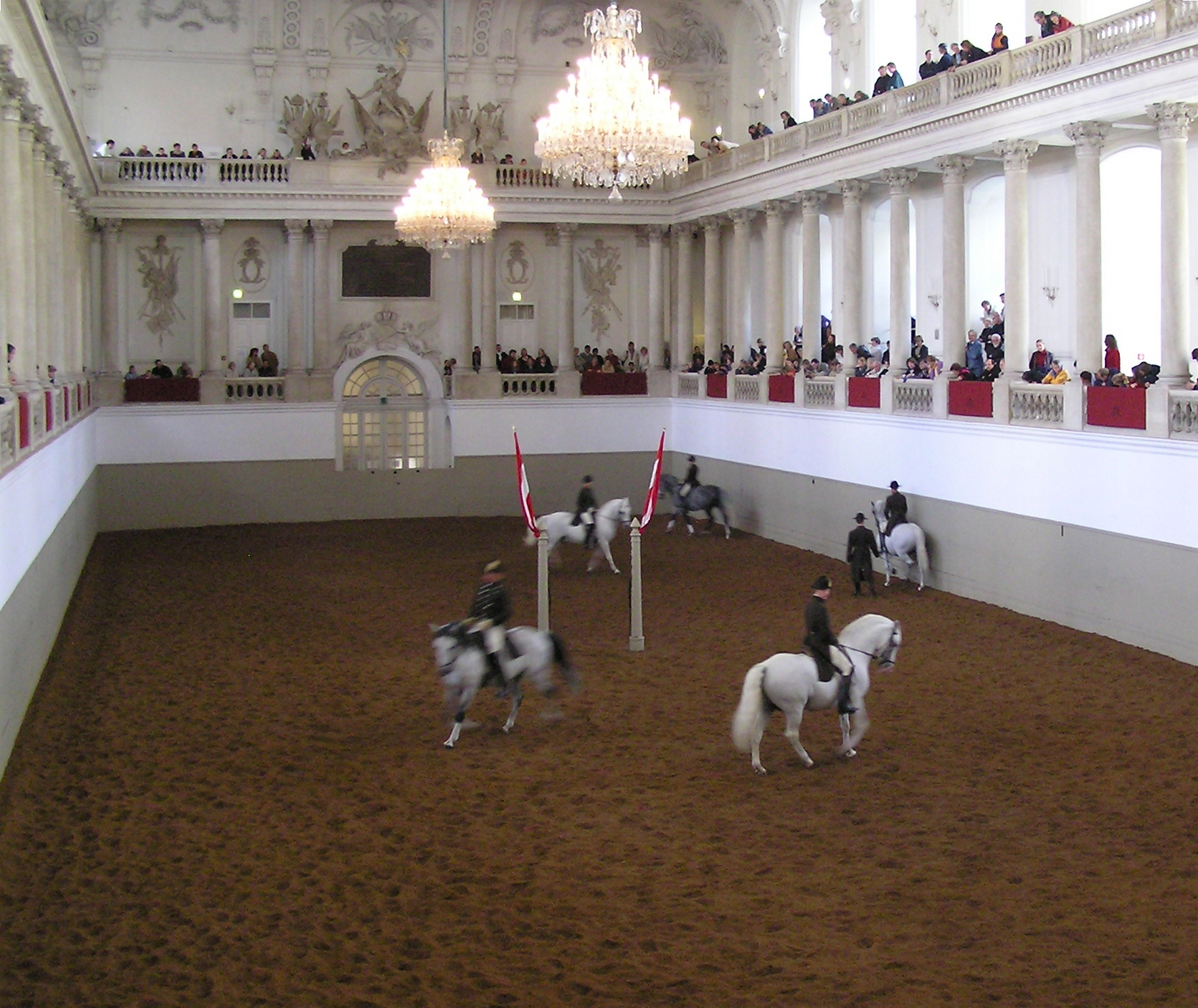
Picadero de la Escuela Española de Equitación, Viena (Austria).

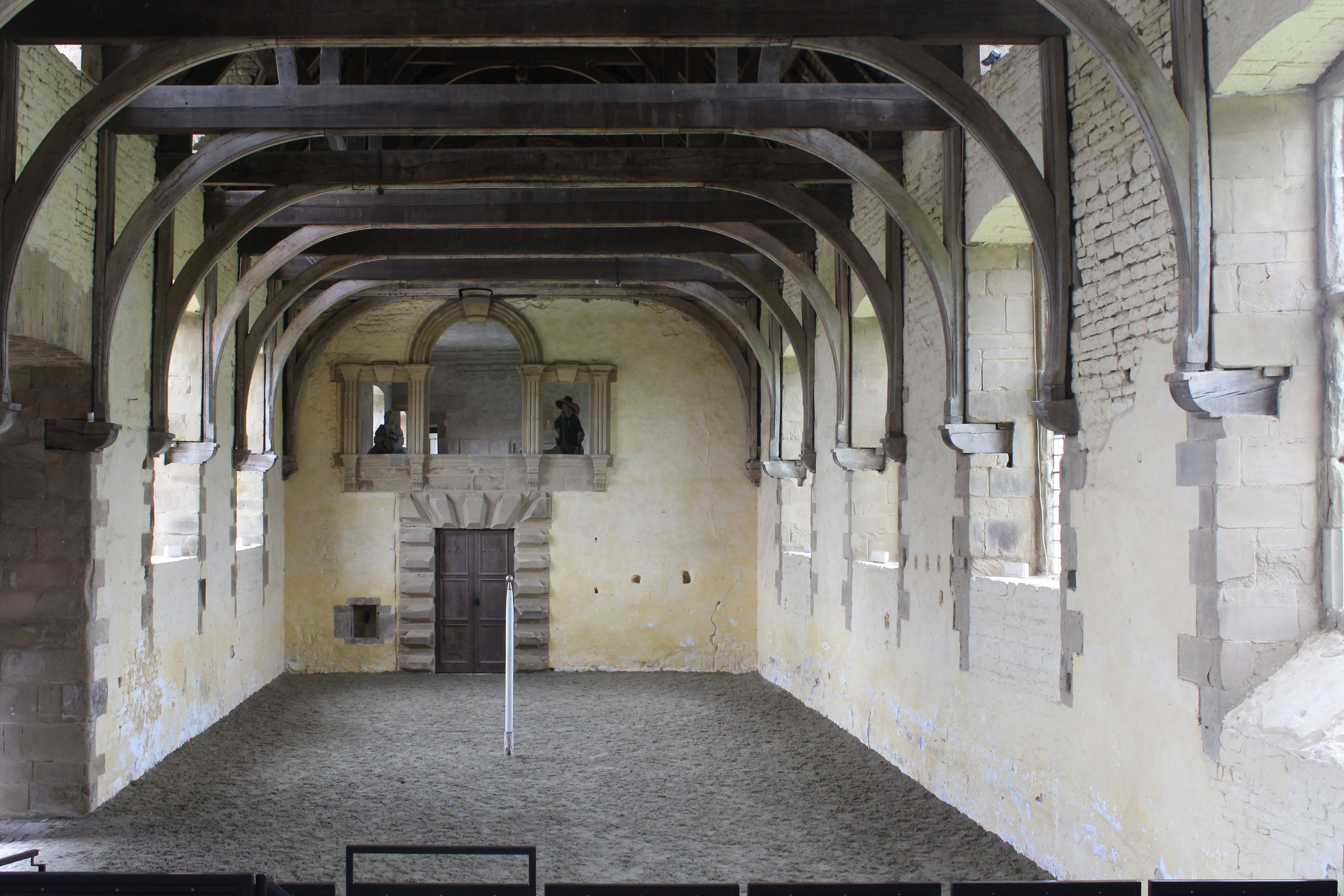
Escuela de equitación del, castillo de Bolsover, Inglaterra

Se llama picadero (en francés manège) al sitio o paraje marcado con cuatro paredes, vallas, o barreras, de forma cuadrilonga y suelo blando, donde se entrenan los jinetes y donde se adiestran y doman los caballos.
Hay picaderos cubiertos y descubiertos. Los picaderos cubiertos son los que tienen techumbre para trabajar en tiempos lluviosos, y los descubiertos son los que están al raso y no tienen más que las cuatro paredes o barreras.
En todo picadero debe haber un pilar que señale el centro del cuadro o de la vuelta, y dos pilares cerca y enfrente uno del otro, para mejor posicionar ciertas figuras del llamado adiestramiento (en francés o inglés dressage).
Otra acepción de picadero se refiere a aquellos lugares donde parejas pueden disfrutar de encuentros sexuales en la intimidad.